# Вальтер Табаккі
Вальтер Табаккі (італ. Walter Tabacchi, 7 липня 1917, Модена - 29 квітня 1944, Модена) - італійський військовик, партизан під час Другої світової війни.

## Біографія
Вальтер Табаккі народився 7 липня 1917 року в Модені. У 1936 році добровольцем пішов на військову службу в італійському флоті. Навчався у Корпусі екіпажів військово-морського флоту (італ. C.R.E.M., Corpo Reali Equipaggi Marittimi), але змушений був залишити навчання. Коли у 1939 році був призваний на військову службу, то продовжив навчання.
З 1940 року ніс службу на есмінці «Франческо Кріспі», на борту якого протягом 30 місяців брав участь у бойових діях під час Другої світової війни. У 1941 році отримав звання старшого матроса. У 1942 році був переведений на військово-морську базу в Ла-Спеції.
Після капітуляції Італії у вересні 1943 року відмовився від співпраці з колишніми союзниками - німцями. Вступив до лав партизанського загону, брав участь у численних бойових зіткненнях. 29 квітня 1944 року, під час однієї із сутичок, був важко поранений. Доставлений в госпіталь Модени, де помер від отриманих поранень.
У 1947 році посмертно був нагороджений Золотою медаллю «За військову доблесть».

## Вшанування
На честь Вальтера Табаккі названі вулиці в Модені, Нонантолі, Бомпорто. 

## Нагороди
- Золота медаль «За військову доблесть» (1947)
- Воєнний хрест за військову мужність
- Хрест за військові заслуги (4 рази)